# Illes de la Societat
Les illes de la Societat (Îles de la Société en francès, te mau fenua Tōtaiete en tahitià) formen un arxipèlag de 14 illes al Pacífic sud, administrativament part de la Polinèsia Francesa. No existeix un nom tahitià per l'arxipèlag i s'utilitza la transcripció fonètica Tōtaiete a partir de l'anglès Society. Tenen una població de 214.445 habitants (cens del 2002) i cobreixen una superfície de 1.598 km².
Les illes són dividides geogràficament i administrativament en dos grups. D'est a oest són:
- Illes del Vent (Îles du-Vent):
  - Mehetia
  - Tahiti, on hi ha Pape’ete, la capital.
  - Moorea
  - Maiao
  - Tetiaroa
- Illes de Sotavent (Îles Sous-le-Vent):
  - Huahine
  - Raiatea
  - Tahaa, comparteix la mateixa corona de corall amb Raiatea.
  - Bora Bora
  - Tupai (Motu Iti)
  - Maupiti
  - Maupihaa (Mopelia)
  - Manuae (Scilly)
  - Motu One (Bellinghausen)

Existeix una llegenda sobre la creació d'aquestes illes, recollida per Josep Maria de Sagarra al llibre La ruta blava. Diu que abans hi havia cinc llunes sobre el cel de Tahití que tenien un rostre humà, molt més acusat que la Lluna d'ara. Qui les mirava fixament es tornava foll. El déu creador Taaroa, enfadat amb el seu malefici, les va fer tremolar produint grans terratrèmols fins que van caure a l'aigua. Les cinc llunes, al caure, van formar les cinc illes a l'oest de Tahití: Moorea, Maiao, Huahine, Raiatea i Bora Bora.
El neerlandès Jacob Roggeveen, el 1722, va ser el primer europeu a trobar una illa de l'arxipèlag, la petita Maupiti, però no s'hi va aturar. Després, Samuel Wallis, el 1767, va descobrir Tahití. El francès Louis Antoine de Bougainville, el 1768, anomenà l'arxipèlag illes Borbó en honor de la família reial francesa. L'anglès James Cook, el 1767, l'anomenà Society Islands en honor de la Societat Reial de Londres, organitzadora del viatge.
Entre 1772 i 1775, el virrei del Perú, el català Manuel d'Amat i de Junyent, organitzà tres expedicions a les illes de la Societat. Els noms espanyols utilitzats per les illes foren:
- San Cristóbal: Mehetia.
- Amat: Tahití.
- Santo Domingo: Moorea.
- La Pelada: Maiao.
- Los Tres Hermanos: Tetiaroa.
- La Hermosa: Huahine.
- San Pedro: Bora Bora.
- La Princesa: Raiatea.
- San Antonio: Maupiti.
- Pájaros: Scilly.